# Sint Maartenspoort
Sint-Maartenspoort, ou plus souvent sans trait d'union, Sint Maartenspoort (« Porte Saint-Martin » en néerlandais) est un quartier de Maastricht situé dans l’arrondissement de Maastricht-Centre.

## Toponymie
Le nom de « Sint-Maartenspoort » se réfère à la porte de la ville juste au nord de l'église Saint-Martin.

## Géographie

### Situation
Le district est situé entre la Meuse à l'ouest et la gare de triage à l'est. La limite nord est la base est du pont du Nord (Noorderbrug) et la limite sud est la voie d'accès au pont Wilhelmine et à l'avenue Saint-Martin (Sint-Maartenslaan). Les quartiers adjacents sont le Wyck, le Wyckerpoort, et le Limmel (respectivement au sud, à l'est et au nord). La frontière orientale se trouve précisément au milieu du centre de triage, entre les lignes Hasselt - Maastricht et Maastricht - Venlo et puis se connecte à la jonction Franciscus Romanusweg-Viaductweg.

### Localités
Sint-Maartenspoort se décompose de quatre parties :
- les quartiers Sterreplein et Roed Dörrep (au sud de l'avenue Saint-Antoine, Sint-Antoniuslaan),
- le Tuindorp Sint Maartenspoort (au nord de l'avenue Saint-Antoine, Sint-Antoniuslaan),
- la partie nord, les gares de triage et le placement de détail (au nord de la l’Antonius Bieleveldstraat),
- la bande à l'ouest de la Franciscus Romanusweg se trouve : le Griend.

## Histoire
Bien que Sint Maartenspoort soit aujourd'hui dans l'arrondissement de Maastricht-Centre, il ne fait pas partie du territoire historique de la ville. La muraille de la ville autour du Wyck suivait l'actuel Sint-Maartenslaan. 
Presque tout Sint-Maartenspoort a été construit entre 1910 et 1925. Le quartier Sterreplein était une enclave catholique protestante de Maastricht, avec en son centre l'église et l'école. Les habitations du Roed Dörrep et de Tuindorp Saint Maartenspoort ont été construites par l'association Beter Wonen. En 1944, les troupes américaines ont bombardé par erreur le Roed Dörrep et l'ont détruit. Ce bombardement causa plus de 100 morts dans la ville. Un monument le rappelle sur la Schildersplein.
Le parc Griend (Griendpark) date du XIXe siècle, soit après que la partie occidentale de île de Saint-Antoine a été excavé et que la terre fut utilisée pour combler le bras oriental de la Meuse. Après la Seconde Guerre mondiale un héliport y fut construit. Dans les années 1970 le quartier abritait l’Eurohal, le précurseur du MECC. Après sa démolition à la fin des années 1980, le parc Griend et un parking souterrain furent construits.

## Culture et patrimoine

### Lieux et monuments
Sur la Sint Maartenslaan se trouve l’ancienne Ambachtschool (école technique) construite en 1911 dans le style néo-renaissance hollandaise. Une autre école, la Suringarschool est inspiré par l'école d'Amsterdam.
Les complexes de logements de Beter Wonen sur le Roed Dörrep' et le jardin municipal de Sint Maartenspoort ont été conçus par le cabinet d'architectes Gulden & Geldmaker d'Amsterdam. Là encore les caractéristiques de l’école d'Amsterdam sont présentes.
Un bâtiment important du mouvement moderne dans la ville est le poste d'aiguillage construit en 192 par Sybold van Ravesteyn à la gare de triage.
De récents bâtiments se trouvent le long de la voie d'accès au pont Wilhelmine : le cinéma Minerva, la 'Maasresidentie de Jan Dautzenberg et le Platte Zaol.

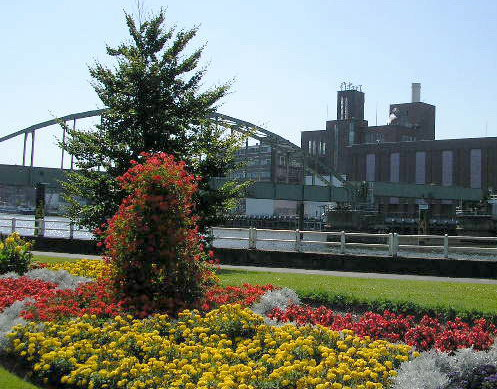
Pont ferroviaire Franciscus Romanusweg.
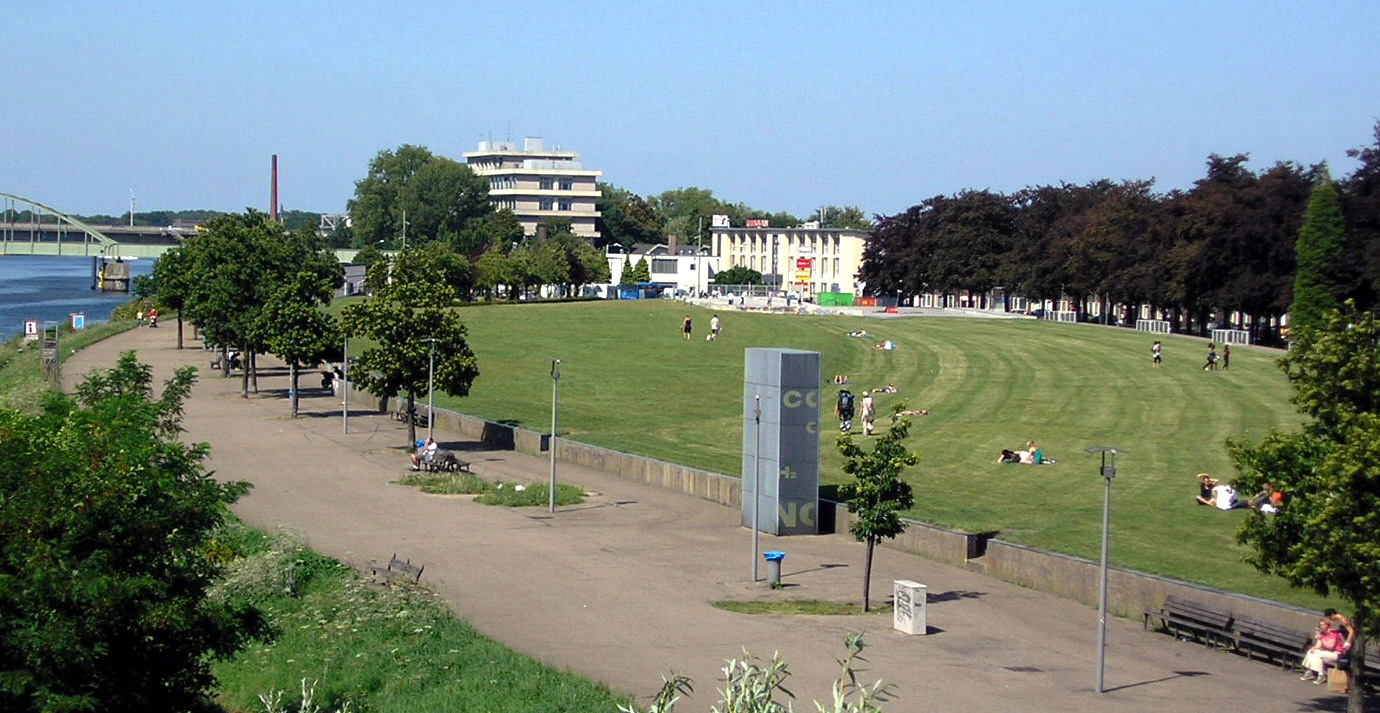
Le parc Griend.
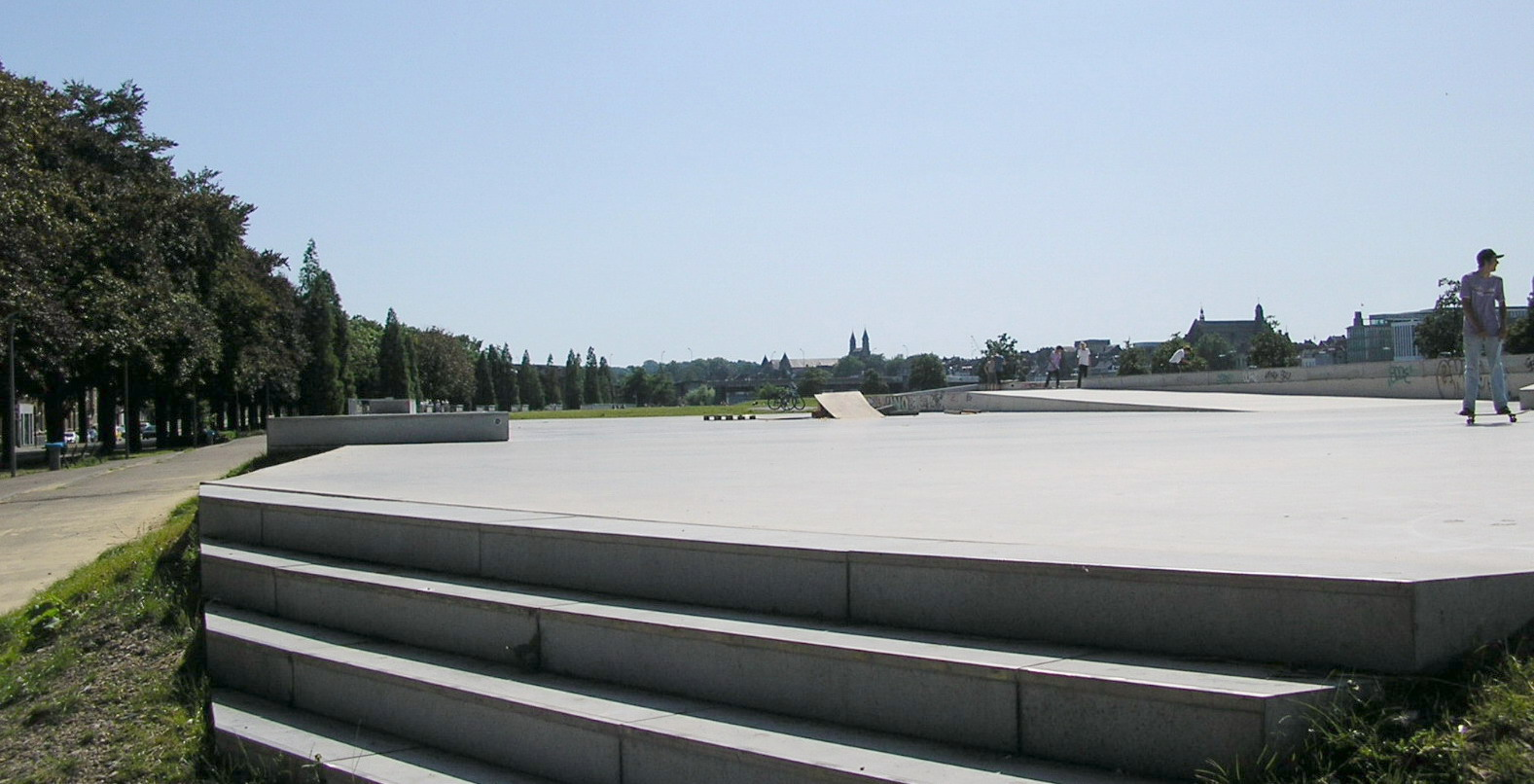
Le planchodrome ou skatepark.

### Caractéristiques
Au nord du jardin de Sint Maartenspoort se trouve un centre commercial avec un supermarché et plusieurs magasins.
Le cinéma Minerva et la Platte Zaol, une salle de fête et de concerts, se trouve à Sint-Maartenspoort. L'association étudiante Koko se trouve à la Botermijn, à proximité de la gare de triage.
Le quartier dispose d'un parc situé le long de la Meuse, le parc Griend. Il comprend un planchodrome.

## Sources
- (nl) Cet article est partiellement ou en totalité issu de l’article de Wikipédia en néerlandais intitulé « Sint Maartenspoort » (voir la liste des auteurs).

## Compléments